# 御在所山 (高知県)
御在所山（ございしょやま）は、高知県香美市にあり、剣山系の西部に座する標高1,079.3mの山である。
特異な山容でどこからも識別でき、山頂の北側からは天狗塚や三嶺の徳島の山々を望める。平家の落人が安徳天皇を奉じて隠れ住んだと云われ、高貴な方の住む場所という御在所の意味からそんなところが山名の由来であると思われ、山頂には立派な社殿があり、参道途中には石仏や祠が点在している。

## ギャラリー

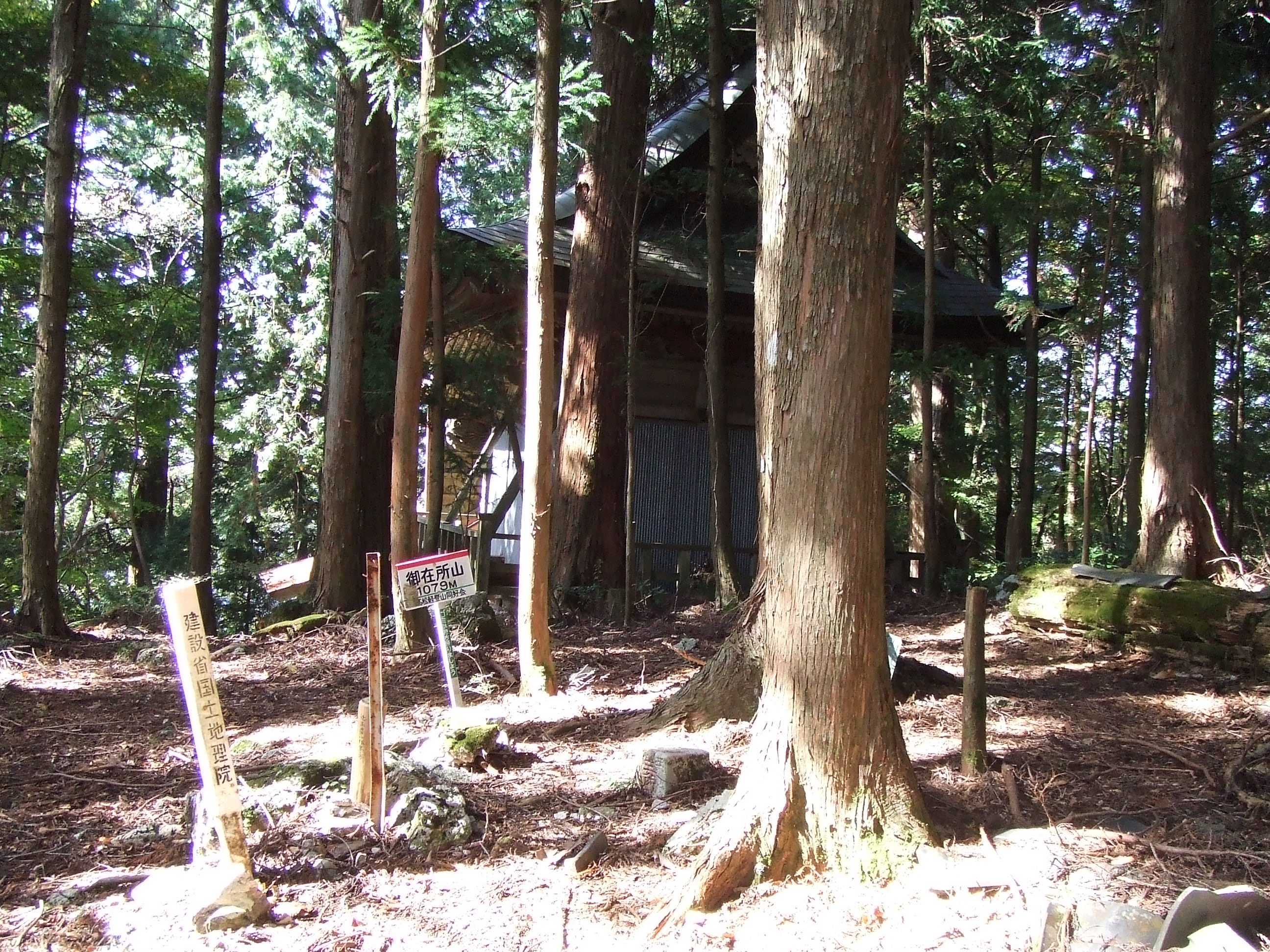
山頂
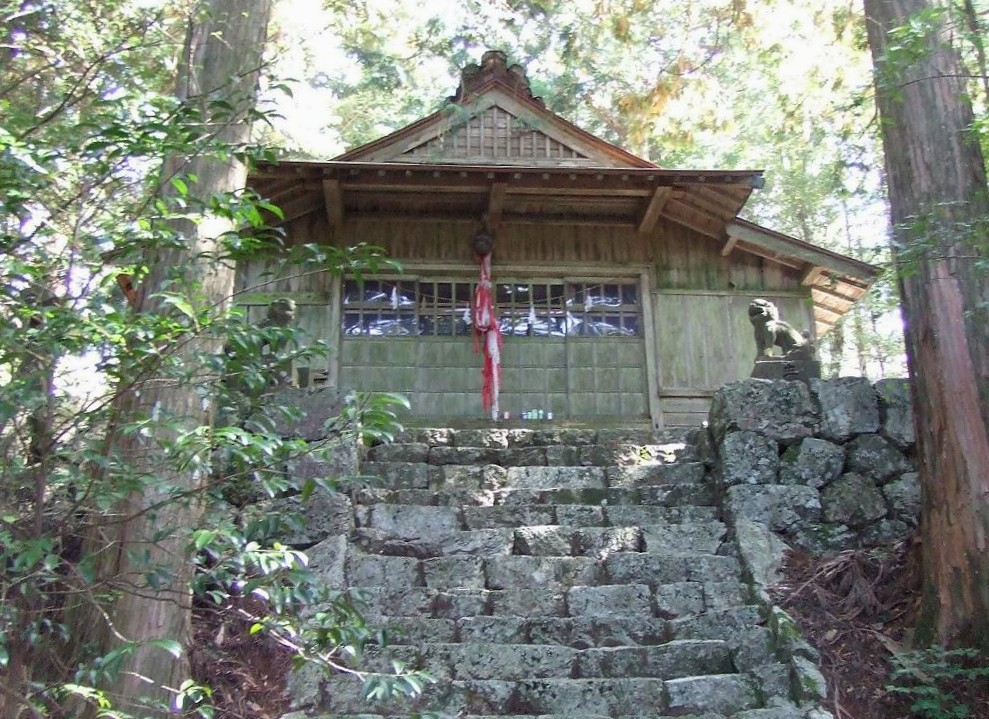
山頂の神社
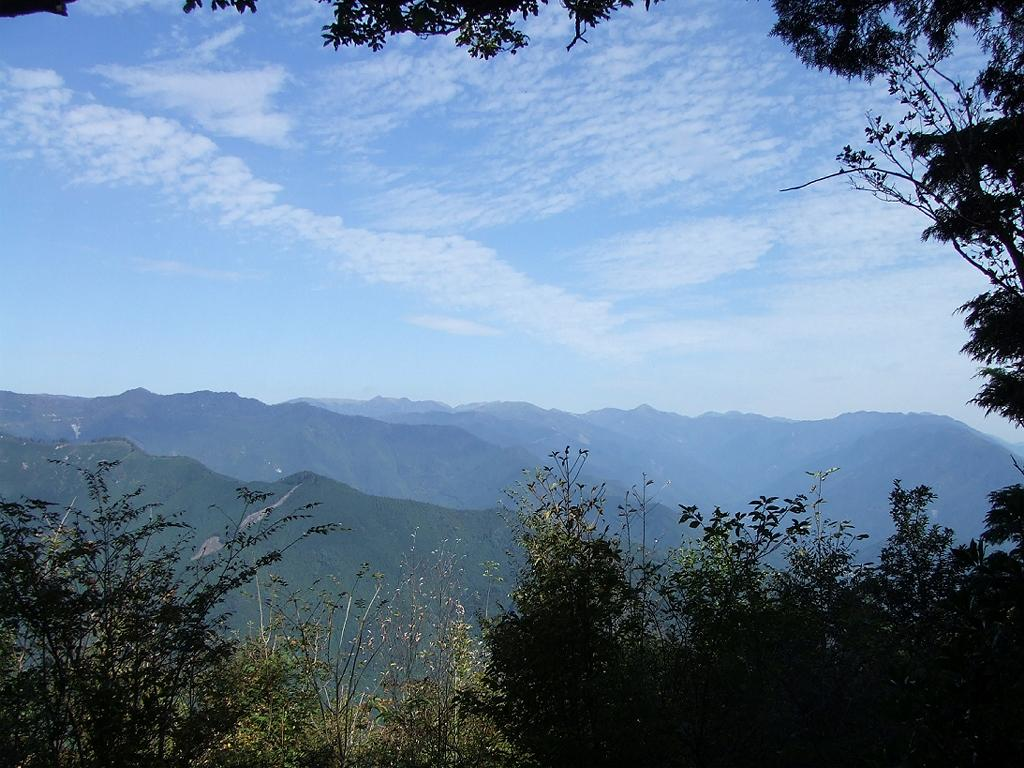
山頂からの遠望